# Roman Kaźmierczak
Roman Kaźmierczak (ur. 18 lutego 1951) – polski strażak, nadbrygadier Państwowej Straży Pożarnej. Był między innymi mazowieckim komendantem wojewódzkim Państwowej Straży Pożarnej w Warszawie od 15 czerwca 1992 do 22 lutego 1999. Współtworzył Stowarzyszenie Inżynierów i Techników Pożarnictwa.